# Duncan or Devonald with Muslin Cloud
Duncan or Devonald with Muslin Cloud is een Amerikaanse film uit 1891. De film werd gemaakt door Thomas Edison en de acteurs zijn James C. Duncan en Fred C. Devonald.

## Rolverdeling
| Acteur           | Personage |
| ---------------- | --------- |
| James C. Duncan  | zichzelf  |
| Fred C. Devonald | zichzelf  |